# Matthias Zollner
Matthias Josef Zollner (Dachau, 9 maggio 1981) è un allenatore di pallacanestro tedesco.

## Palmarès
- Campionato austriaco: 2

Gussing: 2013-14, 2014-15
- Coppa d'Austria: 1

Gussing: 2015
- Kosovo Super Cup

Pristina: 2018
- ÖBL Coach of the Year (2014, 2015)